# Командование сил специального назначения Камбоджи
Командование сил специального назначения (кхмер. បញ្ជាការដ្ឋានទ័ពពិសេស) — специальное воздушно-десантное формирование (полк, воинская часть) Королевской камбоджийской армии, которое также является и антитеррористическим формированием. До июля 2020 года формирование было известно как 911-й полк специального назначения.

## Организация и структура
Оперативная база 911-го полка находится у деревни Такетхмей в коммуне Камболь, округе Ангсноуль, провинции Кандаль. Полк подчиняется непосредственно Верховному главнокомандующему Королевских вооружённых сил Камбоджи, то есть Королю Камбоджи. В его распоряжении семь отделений с 14 батальонами. Батальоны собраны в следующие группы:
- Воздушно-десантные коммандос: подразделения с 1-го по 4-е
- Коммандос атаки: подразделения с 5-го по 9-е
- Коммандос поддержки: подразделения с 10-го по 12-е
- 13-я специальная группа (ближней защиты)
- 14-я антитеррористическая группа

Общая численность составляет около 5 тысяч человек. Это формирование является первым камбоджийским антитеррористическим формированием. Оно активно сотрудничает с американскими военизированными полицейскими частями типа SWAT.

## Подготовка
Военнослужащие формирования обучаются не только основным боевым навыкам, но и также навыкам выживания в экстремальных условиях, обучаются прыжкам с парашютом и действиям при свободном падении, а также тактике действия в случае столкновения с террористами. Часть учений проводится в Индонезии в Батуджаджарском учебном центре в 22 км от Западной Явы (там солдаты совершают прыжки с парашютом и обучаются бою после десантирования).

## Вооружение
На вооружении формирования спецназа состоит различное вооружение: встречается китайский автомат Тип 56, обладающий достаточной надёжностью и пригодный для ближнего боя, однако основу составляют современные китайские автоматы QBZ-95 и QBZ-97, построенные по схеме «булл-пап» и обладающие достаточной точностью и мощностью.